# Ylijas Omarow
Ylijas Omarow (ros. Ильяс Омаров, ur. 1 października 1910 w obwodzie turgajskim, zm. 19 lipca 1970 w Ałma-Acie) – radziecki i kazachski polityk, zastępca przewodniczącego Rady Komisarzy Ludowych Kazachskiej SRR (1945), minister kultury Kazachskiej SRR (1967-1970).
1933 ukończył Środkowoazjatycki Instytut Planowo-Ekonomiczny, 1933-1936 dyrektor technikum handlowego w Kyzył-Ordzie, 1936-1938 pracownik Ludowego Komisariatu Przemysłu Lekkiego Kazachskiej SRR. Od 1938 pracownik Ludowego Komisariatu Kontroli Państwowej Kazachskiej SRR, m.in. kierownik wydziału tego komisariatu, od 1941 w WKP(b), 1941-1942 zastępca ludowego komisarza, a 1942-1945 ludowy komisarz handlu Kazachskiej SRR. Od stycznia do sierpnia 1945 zastępca przewodniczącego Rady Komisarzy Ludowych Kazachskiej SRR, od sierpnia 1945 do 16 stycznia 1948 I sekretarz Wschodniokazachstańskiego Komitetu Obwodowego Komunistycznej Partii (bolszewików) Kazachstanu, od grudnia 1947 do 25 lutego 1949 sekretarz KC KP(b)K ds. propagandy i agitacji, 1949-1951 sekretarz KC KP(b)K, 1953-1955 słuchacz Wyższej Szkoły Partyjnej przy KC KPZR, 1955-1959 sekretarz Północnokazachstańskiego Komitetu Obwodowego KPK. 1959-1960 dyrektor przedsiębiorstwa filmowego „Kazakfilm”, 1960-1961 doradca Rady Ministrów Kazachskiej SRR, od 1961 zastępca, później I zastępca przewodniczącego Państwowego Komitetu Planowania Rady Ministrów Kazachskiej SRR, od 1967 do śmierci minister kultury Kazachskiej SRR.

## Odznaczenia
- Order Lenina
- Order Czerwonego Sztandaru Pracy (trzykrotnie)
- Order „Znak Honoru”